# Dublin (Virginia)
Dublin is een plaats (town) in de Amerikaanse staat Virginia, en valt bestuurlijk gezien onder Pulaski County.

## Demografie
Bij de volkstelling in 2000 werd het aantal inwoners vastgesteld op 2288.
In 2006 is het aantal inwoners door het United States Census Bureau geschat op 2216, een daling van 72 (-3,1%).

## Geografie
Volgens het United States Census Bureau beslaat de plaats een oppervlakte van
3,7 km², geheel bestaande uit land. Dublin ligt op ongeveer 659 m boven zeeniveau.

## Plaatsen in de nabije omgeving
De onderstaande figuur toont nabijgelegen plaatsen in een straal van 28 km rond Dublin.